# Nassarius delosi
Nassarius delosi är en snäckart som först beskrevs av Woodring 1946.  Nassarius delosi ingår i släktet nätsnäckor, och familjen Nassariidae. Inga underarter finns listade i Catalogue of Life.